# 杭瀬川スポーツ公園
杭瀬川スポーツ公園（くいせがわスポーツこうえん）は、岐阜県大垣市にある都市公園（運動公園）である。

## 概要
- 1995年（平成7年）8月12日開園。
- 杭瀬川右岸河川敷にある。そのため杭瀬川増水時などの際は閉鎖することがある。
- スポーツゾーンと観察ゾーンがある。スポーツゾーンにはソフトボール場、野球場、サッカー場がある。観察ゾーンは水生湿性植物観察ゾーンと野鳥観察ゾーンがあり、水生湿性植物観察ゾーンではスイレンやコウホネの観察ができる。
- 芝生広場の他、遊具（平均台、雲梯、ローラーすべり台など）がある。

## 運動施設概要

### ソフトボール場
- 広さ14,768 m2。両翼68.6 m、中堅75 mが4面ある。

### 野球場
- 広さ12,830 m2。両翼90.4 m、中堅110 mが2面ある。

### サッカー場
- 広さ24,000 m2。2面ある。

## 所在地
- 岐阜県大垣市野口町1654-1

## 交通

### 交通機関
- 名阪近鉄バス綾里養北線「綾里小前」バス停より徒歩約15分。
  - 東海道本線・樽見鉄道・養老鉄道大垣駅（大垣駅前バスのりば）より「ザ・ビック養老店」行き
- 養老鉄道養老線美濃青柳駅下車、徒歩約20分。